# 許達爾
許達爾（挪威語：Hurdal）是挪威阿克什胡斯郡的市镇，行政中心为許達爾村。為羅默里克地區的一部分。市镇面积為285平方公里，2004年人口数量為2,679人，人口密度10人/平方公里。

## 历史
1838年1月1日许达尔从一个堂区设立为市镇。1870年1月1日部分地区从该市镇析出为单独的市镇，而该市镇在1964年合并至埃兹沃尔市镇。